# Münchner Feuerwehrmuseum

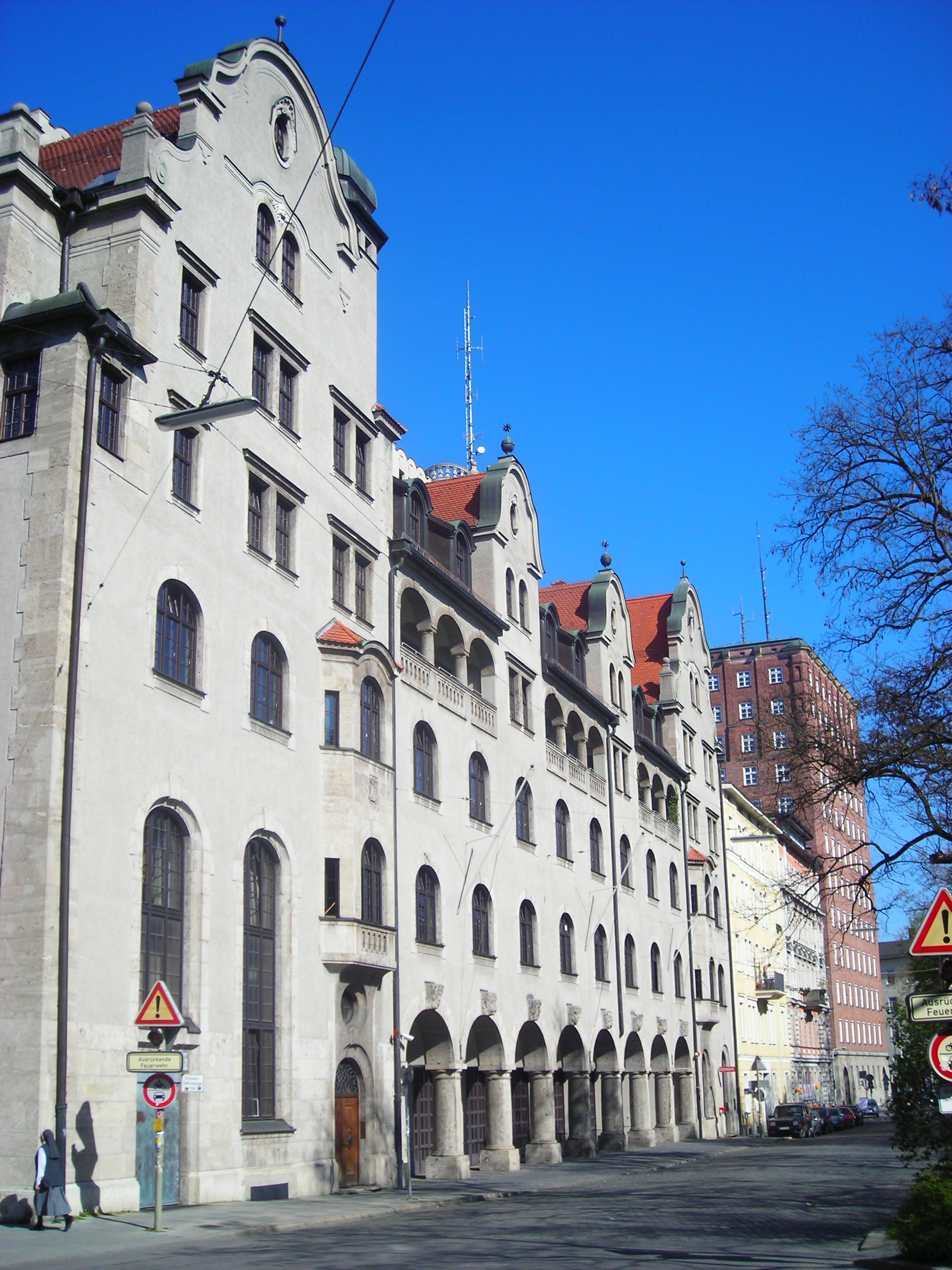
Das Dienstgebäude der Branddirektion beherbergt das Museum

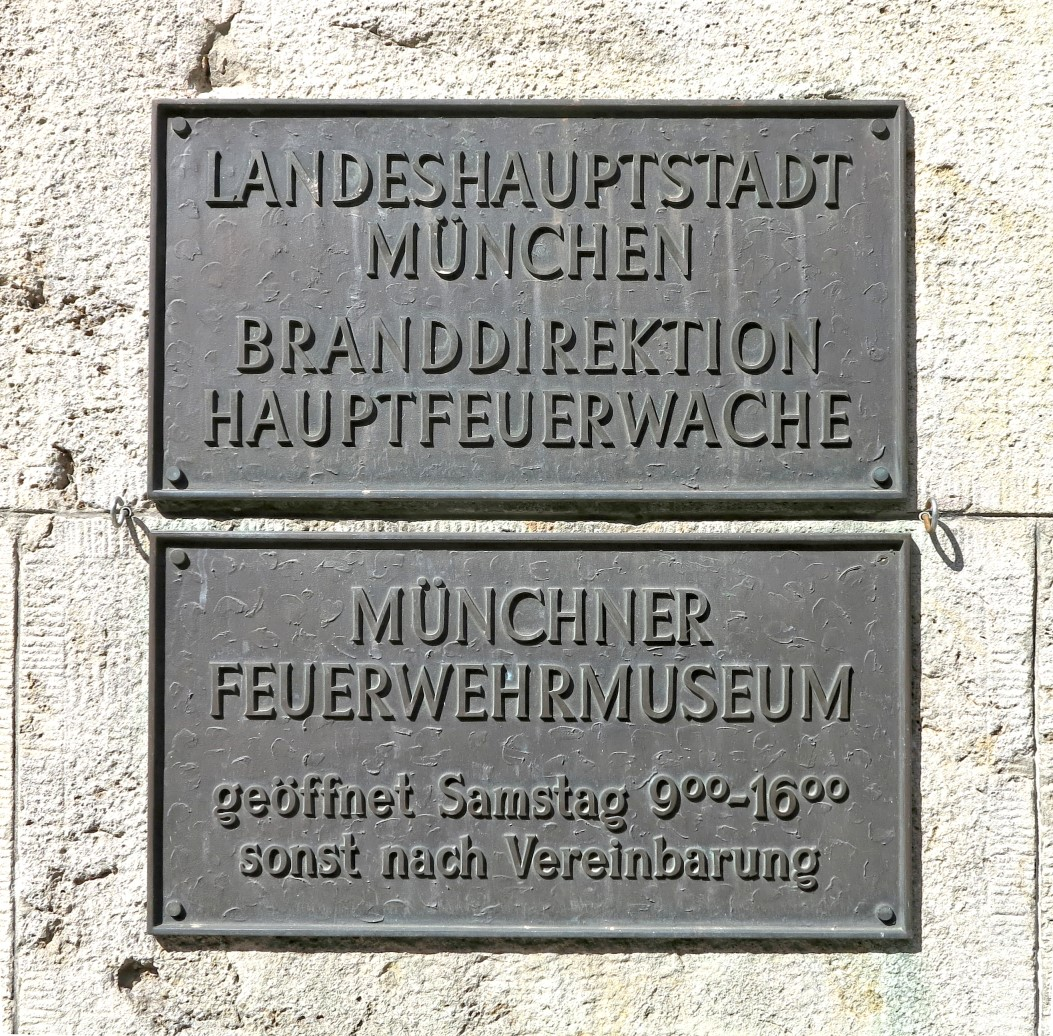
Öffnungszeiten

Das Münchner Feuerwehrmuseum zeigte die Geschichte der Münchner Feuerwehren. Es wurde am 7. Juli 1979 anlässlich des 100-jährigen Bestehens der Berufsfeuerwehr München eröffnet und befand sich nahe dem Sendlinger Tor in der Altstadt Münchens. Seit dem 1. April 2019 ist das Museum wegen umfangreicher Umbau- und Sanierungsmaßnahmen an der Hauptfeuerwache bis auf Weiteres geschlossen. Am 7. Dezember 2024 soll die Wiedereröffnung stattfinden.
In dem Museum waren etwa 6.000 Exponate ausgestellt, darunter eine Luftschutzkeller-Nachbildung, ein Nachbau eines Turmstüberls, das Steinheil'sche Pyroskop und ein Teil einer 1983 am Königsplatz ausgebrannten U-Bahn (Wagen-Nr. 7149). Des Weiteren wurden Dokumente, Einsatzmittel und Uniformen ausgestellt.
Träger des Museums ist die Landeshauptstadt München – KVR HA IV Branddirektion. Auch für die Zeit nach dem Umbau sind wieder Ausstellungsräume geplant.

## Galerie

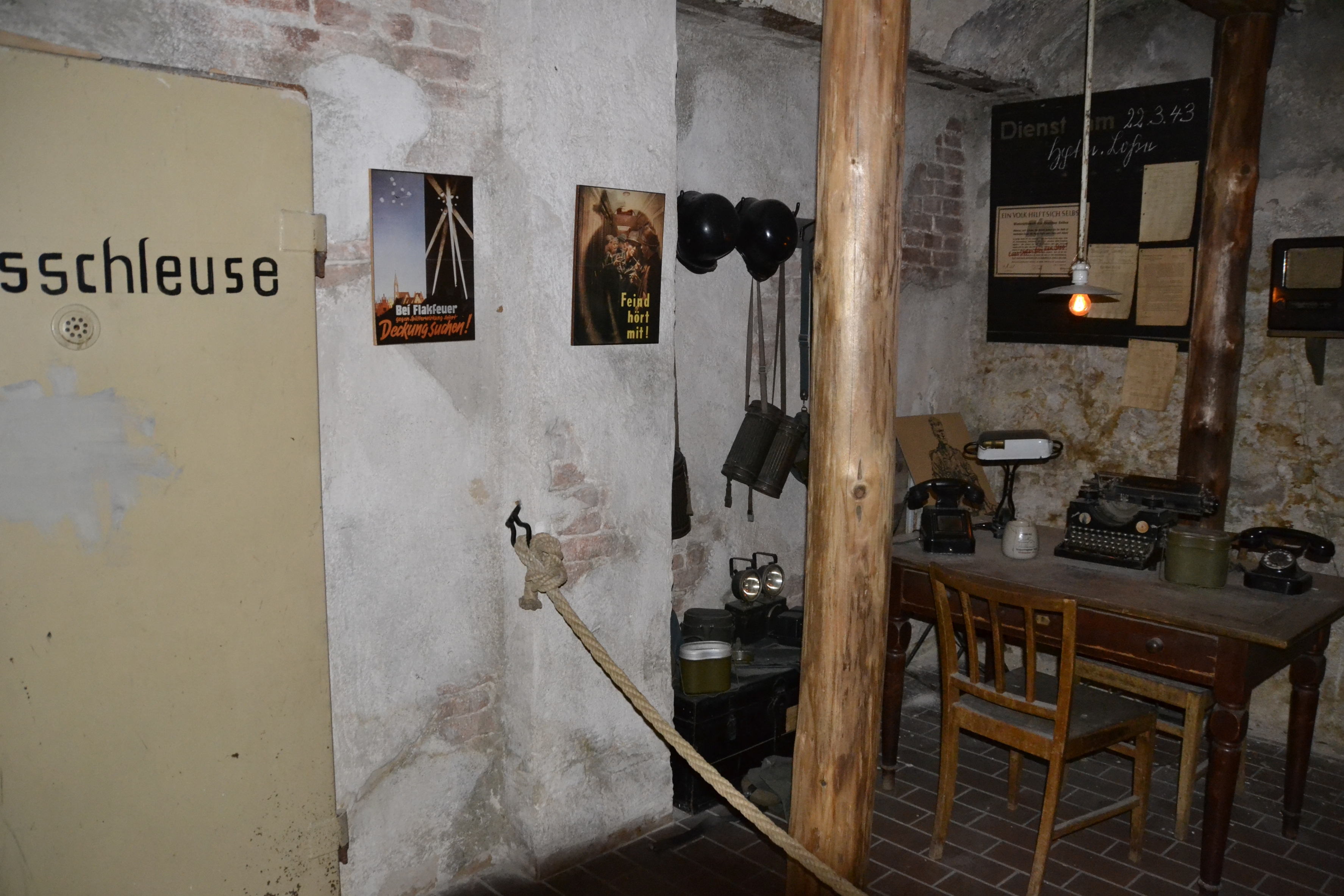
Nachbildung eines Luftschutzkellers aus dem Zweiten Weltkrieg
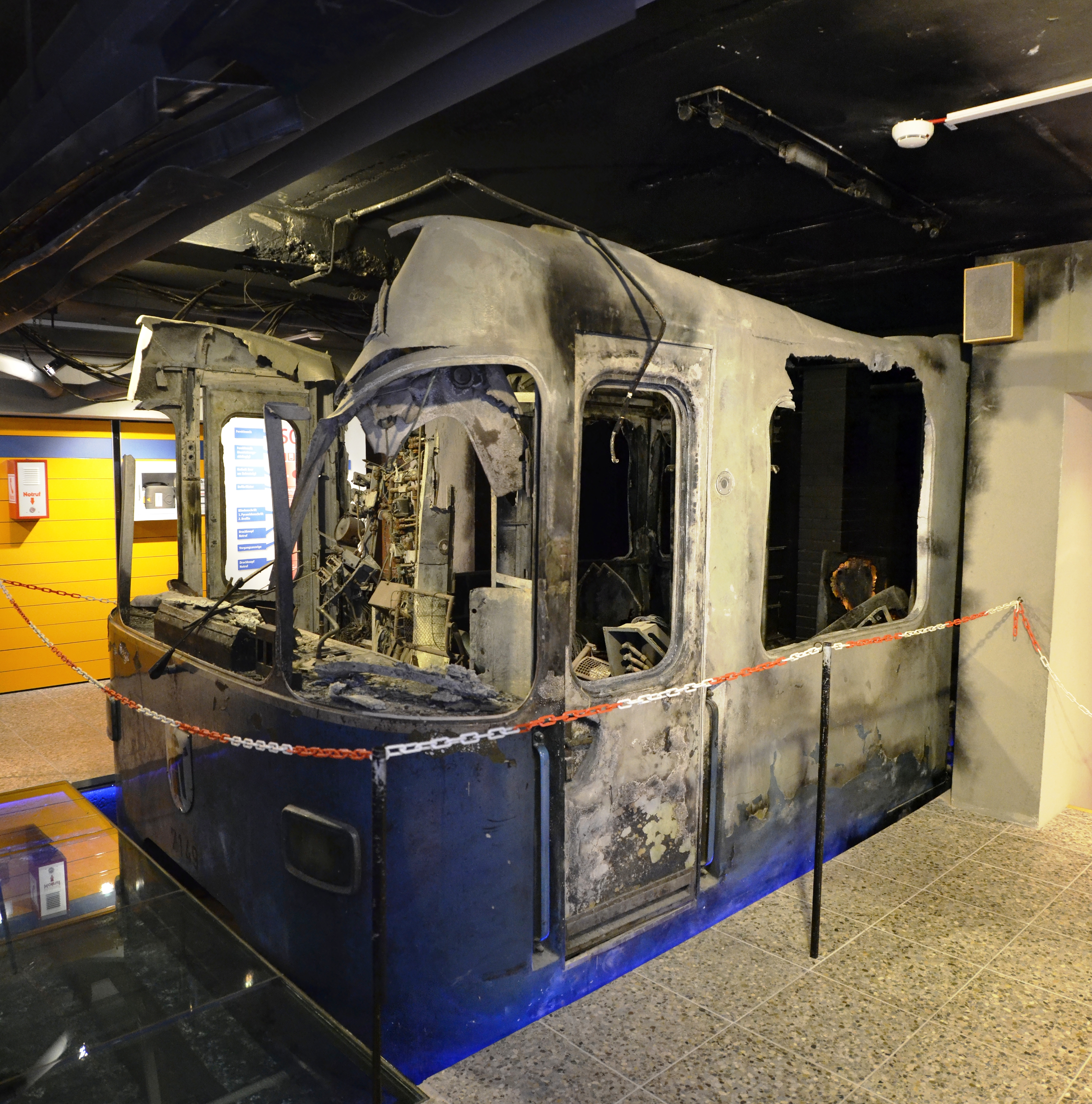
Ausgebrannter U-Bahnwagen des Typs A
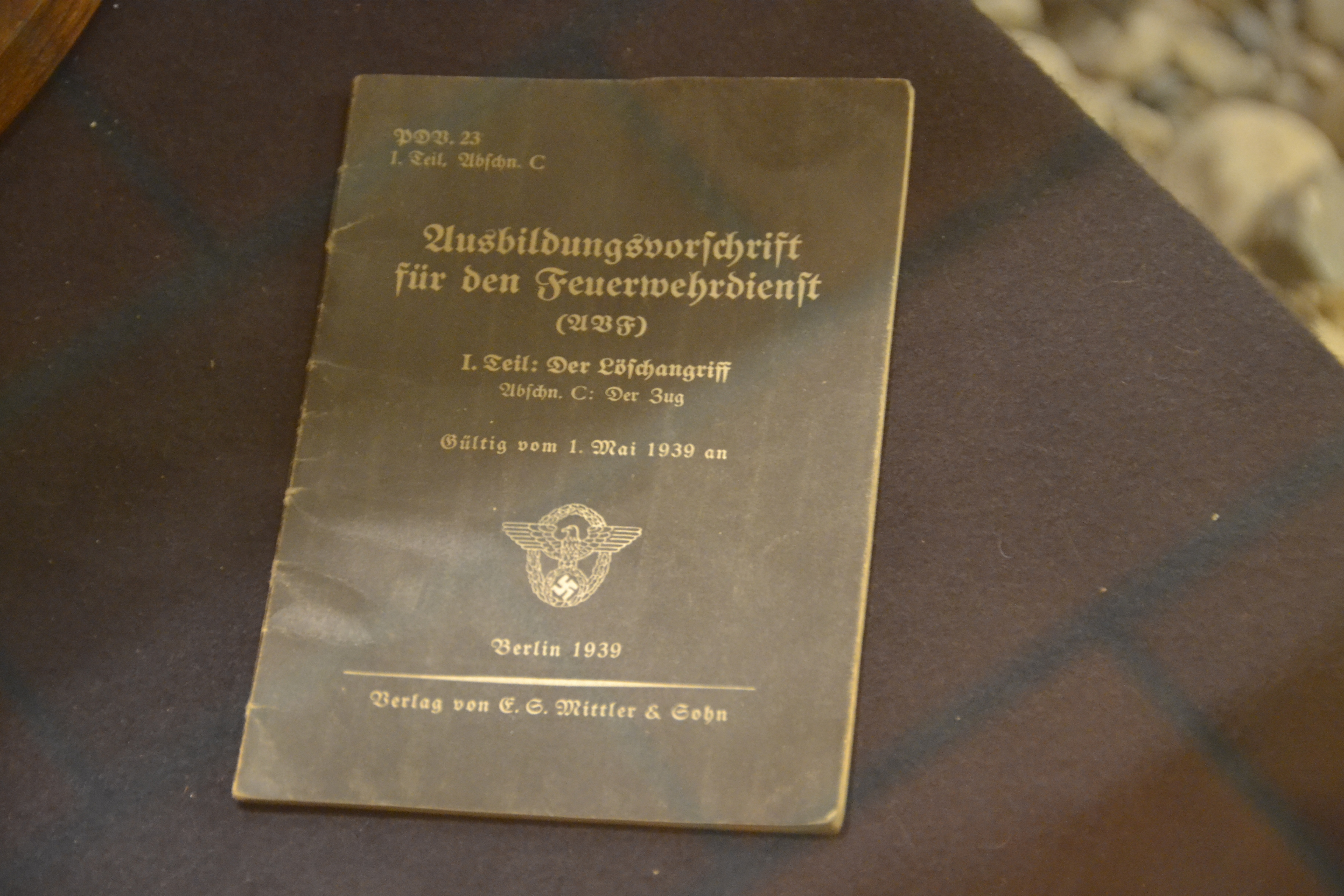
„Ausbildungsvorschrift für den Feuerwehrdienst“ vom 1. Mai 1939
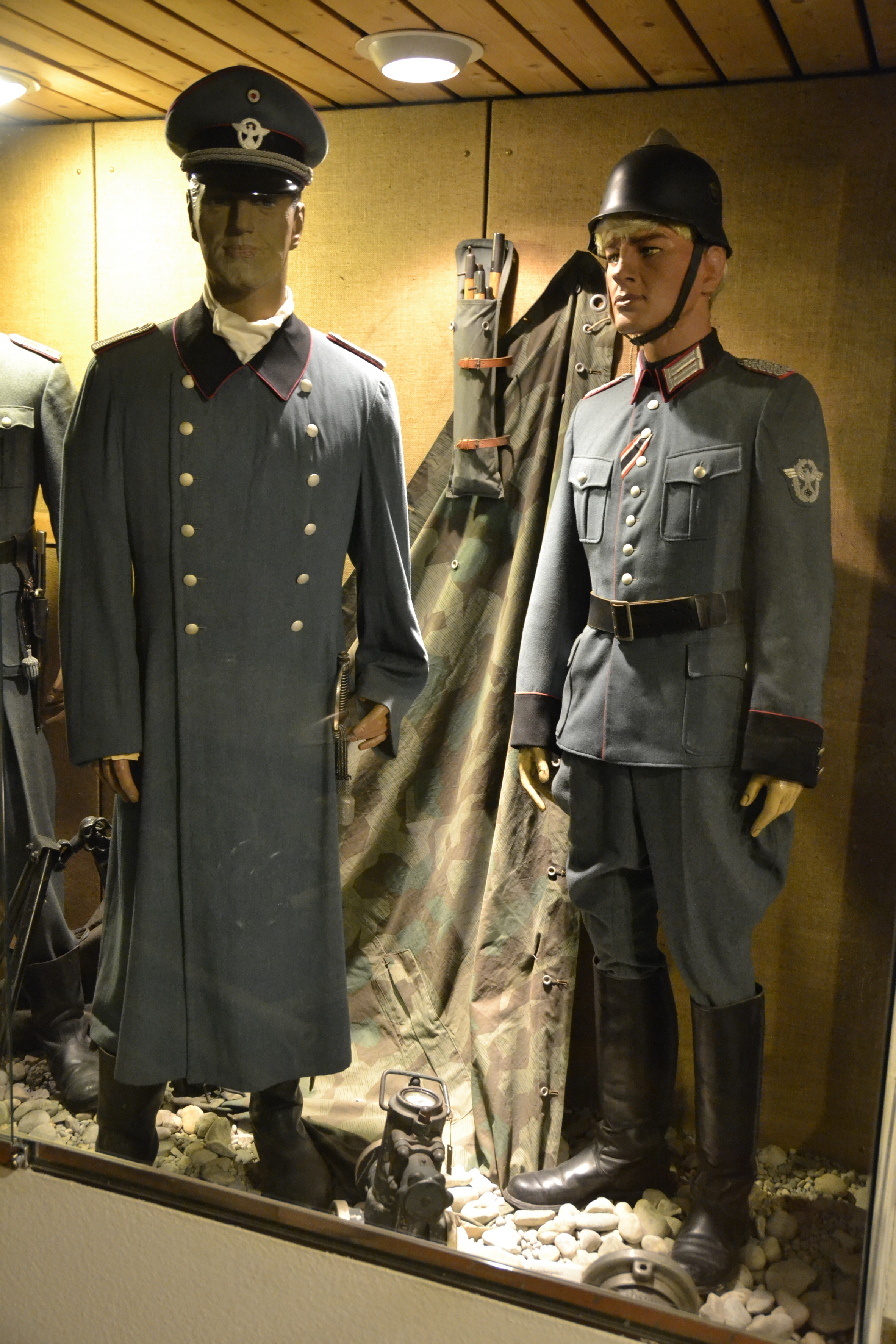
Uniformen der Feuerschutzpolizei des Dritten Reiches
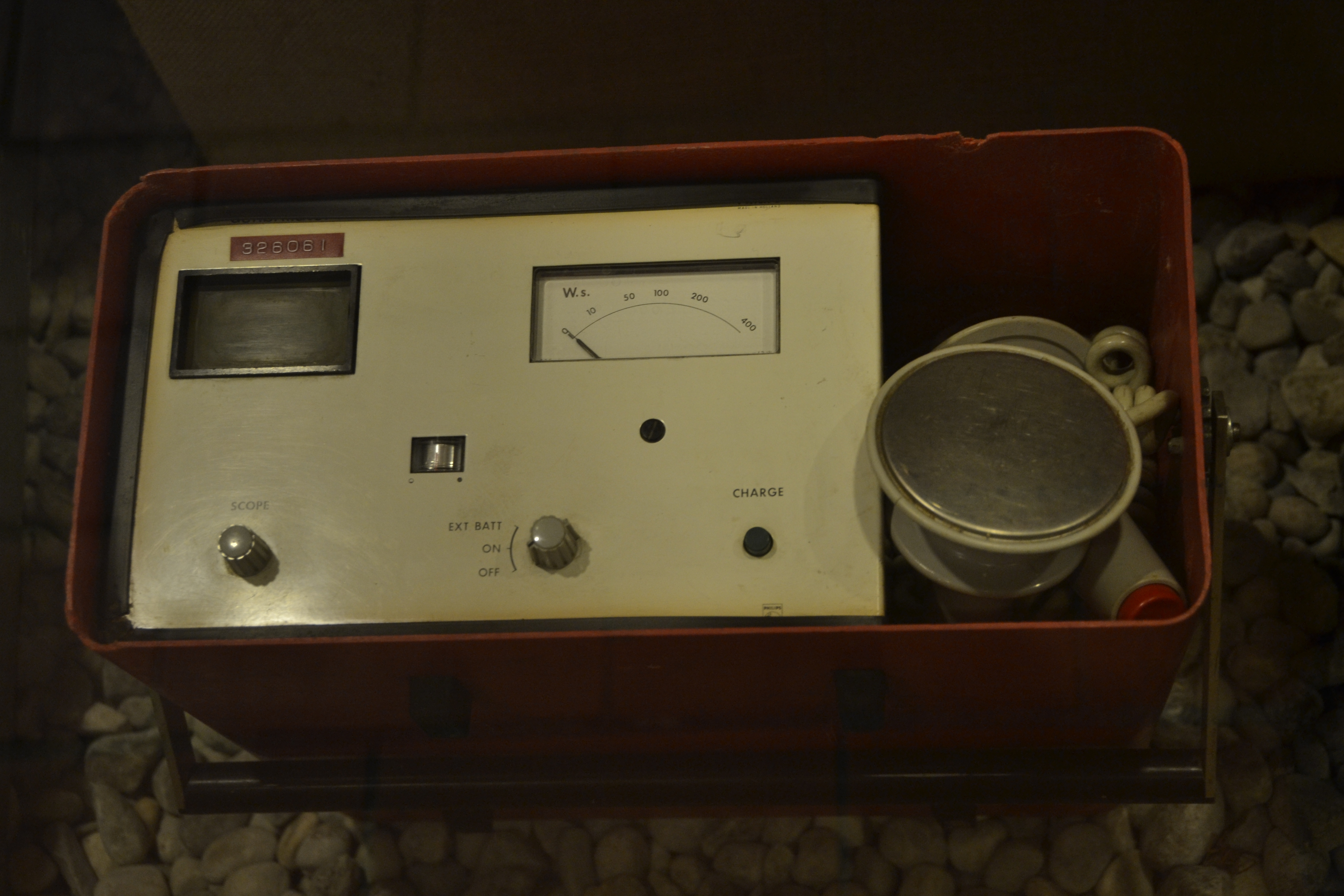
Ein historischer Defibrillator
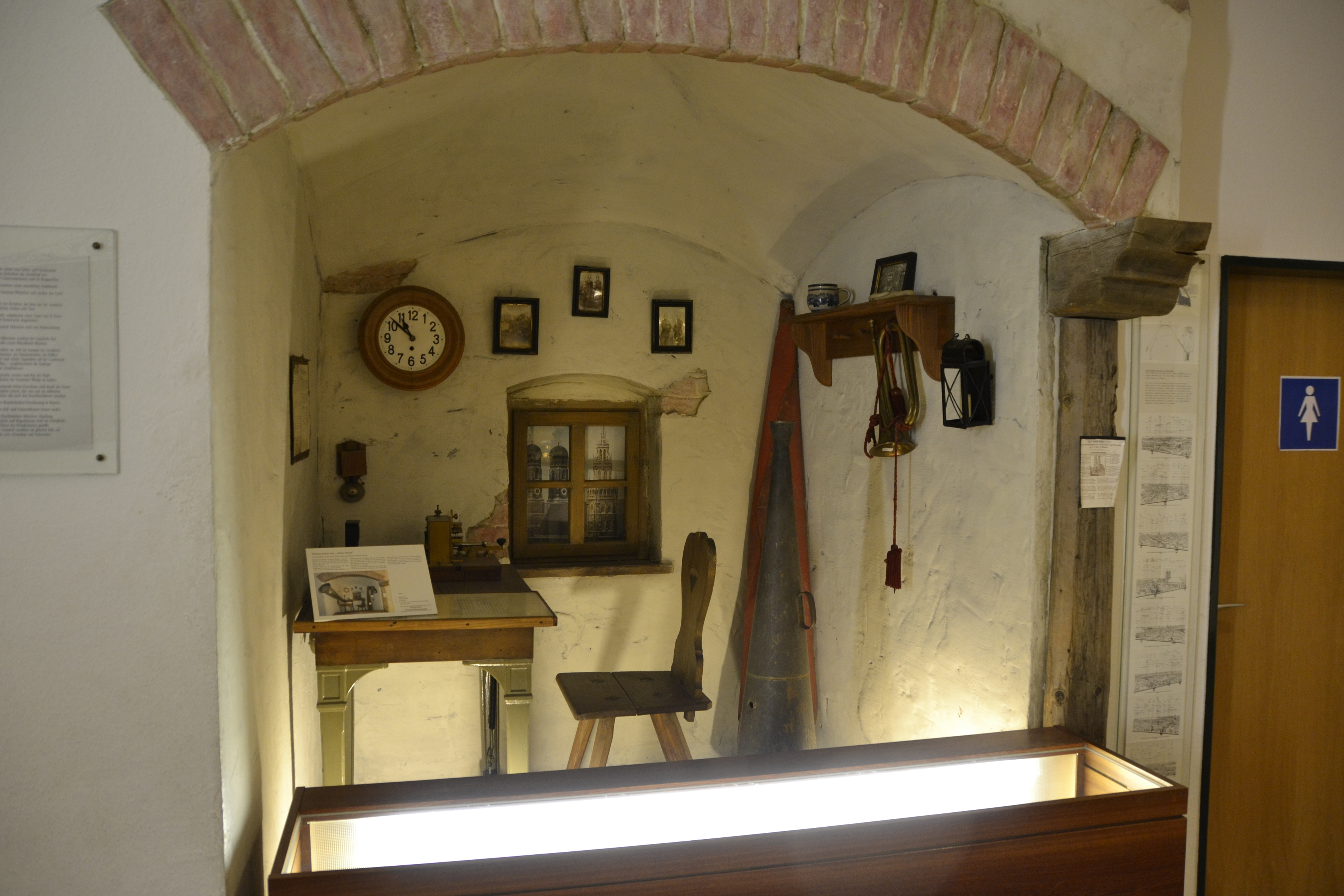
Nachbau eines Turmstüberls
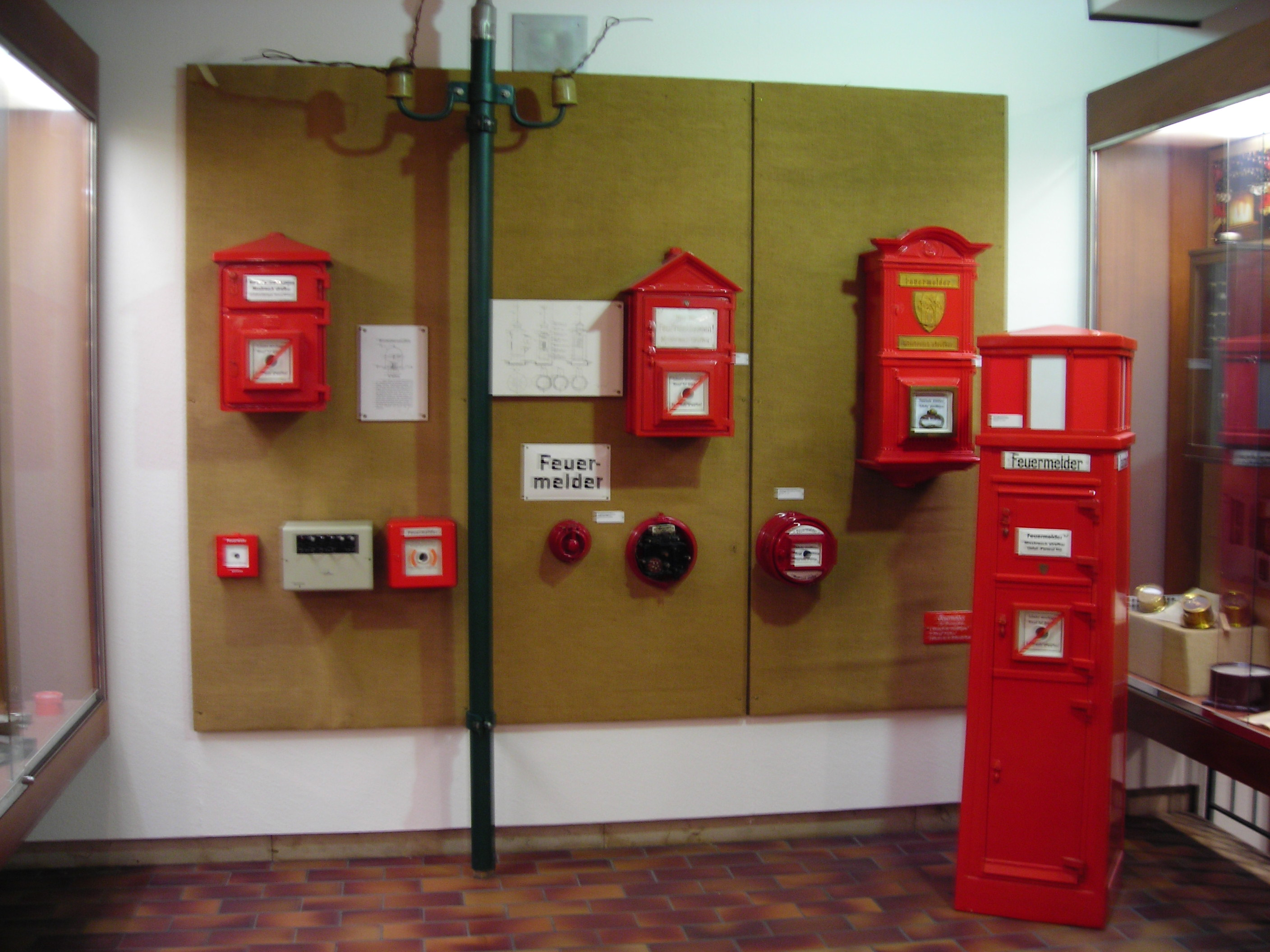
Historische Feuermelder
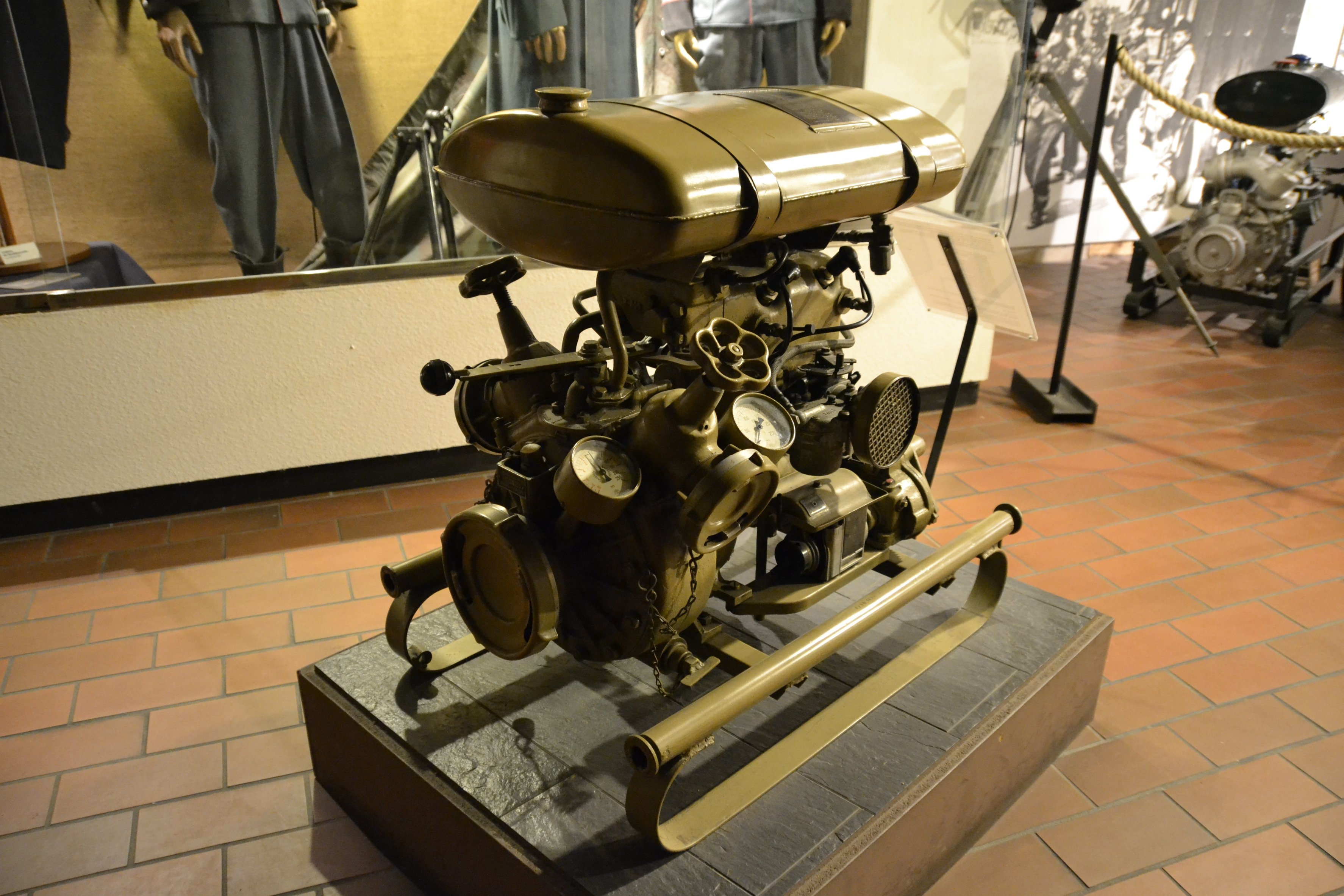
Eine tragbare Kraftspritze aus den 1940er Jahren
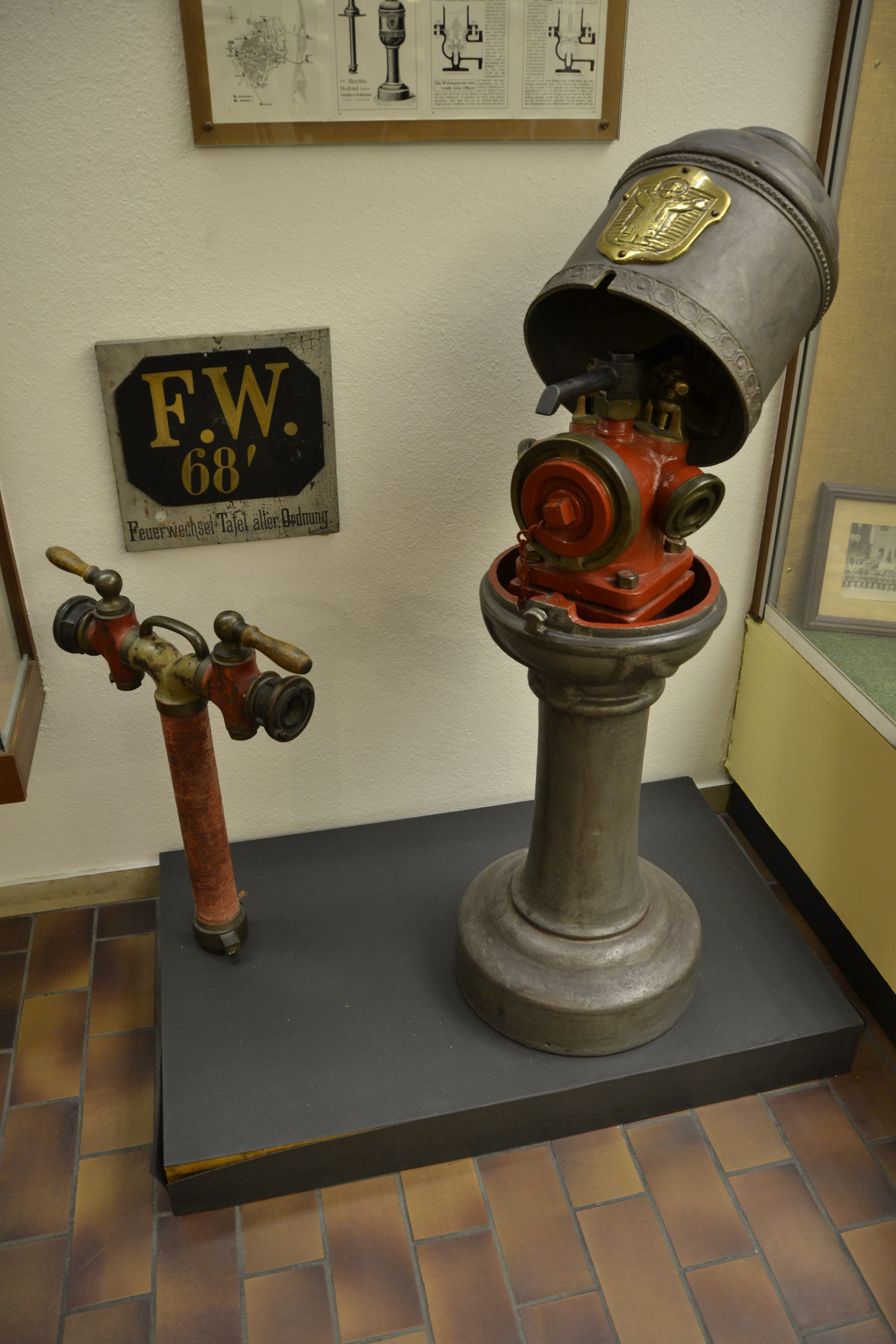
Historische Hydranten